# Alexandru Ioan Cuza
Alexandru Ioan Cuza eller Alexander Johann Cuza (20. marts 1820 – 15. maj 1873) var den første fyrste over det forenede Rumænien.
Cuza blev valgt som fyrste af fyrstendømmerne Valakiet og Moldavien i 1859. I 1862 blev personalunionen forvandlet til det forenede Rumænien. Cuza blev styrtet ved et statskup i 1866. Han døde i eksil.